# Palaiologiska dynastin (bok)
Palaiologiska dynastin. Bysans uppgång och fall är en historisk romantrilogi som beskriver den sista dynastin i Bysans. Författare är  Georgios Leonardos, som belönades med Statens litteraturpris 2008.